# Conexão Gospel
Conexão Gospel foi um programa de televisão brasileiro independente, produzido pela gravadora de música evangélica MK Music. Foi exibido pela CNT (como piloto), Rede Manchete, Band Rio e Rede TV!, normalmente aos fins de semana, sendo que o mais conhecido foi aos domingos das 13 às 14 horas. O programa entrou no ar em 1997 e permaneceu nela até 28 de janeiro de 2007, posteriormente sendo exibido apenas na internet de 2007 até 2012.

## Quadros
- O Cristão e a Política (apresentado por Arolde de Oliveira)
- Sala de visitas
- Reportagens do mundo gospel
- Clips de música gospel
- Momentos de Reflexão (apresentado por Yvelise de Oliveira)
- MK News

## Horário da atração
A atração ia ao ar todos os domingos às 13h00 pela RedeTV! (desde 1999) e podia ser assistida em outras emissoras, de pequeno porte. A apresentação do programa ficava a cargo de Marina de Oliveira, uma das componentes do cast da MK Music, também os cantores Fernanda Brum (2001), Cassiane (2002) e Kleber Lucas (2006) apresentavam eventualmente o programa na TV aberta e mais tarde Alda Célia (2010) pela internet.

## História do programa
O Conexão Gospel estava no ar oficialmente desde 1997, mas foi apresentado pela primeira vez como um programa piloto nas madrugadas da CNT (Central Nacional de Televisão) em 1996, e depois passou para as manhãs de domingo da extinta Rede Manchete, sendo que, entre 1998 e 1999, o programa teve uma breve passagem pela Band Rio. Na RedeTV!, a atração permaneceu no ar desde a estreia da emissora  em 15 de novembro de 1999 até janeiro de 2007 e sempre deu ótimos índices de audiência também exibido aos sábados, mas logo foi remanejado para a uma da tarde de domingo.
O programa inicialmente foi dirigido pelo diretor Beto Azevedo e a partir de abril de 2000, PC Junior assumiu a direção, ficando até o último programa.

## Fim do programa
O Conexão Gospel saiu do ar no dia 28 de janeiro de 2007 da TV aberta sem nenhuma explicação da gravadora, nem da exibidora do programa, a RedeTV!. Segundo alguns comentários no site de relacionamentos Orkut (extinto em 2014), a gravadora MK Music atravessava uma grande crise financeira devido a pirataria, e a verba para o programa diminuiu drasticamente, essa crise também afetou a produção dos clipes e capas dos CDs, o que gera muitas críticas até hoje.
Com o fim da atração, artistas gospel dessa gravadora procuravam outros meios de comunicação (Rádios, TVs, Jornais) para divulgar lançamentos de CDs.
1. ↑  «70 anos da TV: 15 momentos que a música gospel fez história». Rádio Gospel FM. Consultado em 2 de janeiro de 2023
2. ↑  «70 anos da TV: 15 momentos que a música gospel fez história». pleno.news. Consultado em 2 de janeiro de 2023